# Gmina Midtdjurs
Gmina Midtdjurs (duń. Midtdjurs Kommune) – w latach 1970–2006 (włącznie) jedna z gmin w Danii w ówczesnym okręgu Århus Amt. 
Siedzibą władz gminy była miejscowość Kolind. 
Gmina Midtdjurs została utworzona 1 kwietnia 1970 na mocy reformy podziału administracyjnego Danii. Po kolejnej reformie w 2007 r. weszła w skład gminy Syddjurs.

## Dane liczbowe
- Liczba ludności: (♀ 3960 + ♂ 3803) = 7763
  - wiek 0-6: 8,9%
  - wiek 7-16: 14,7%
  - wiek 17-66: 63,3%
  - wiek 67+: 13,0%
- zagęszczenie ludności: 43,6 osób/km²
- bezrobocie: 6,5% osób w wieku 17-66 lat
- cudzoziemcy z UE, Skandynawii i USA: 85 na 10 000 osób
- cudzoziemcy z krajów Trzeciego Świata: 117 na 10 000 osób
- liczba szkół podstawowych: 3 (liczba klas: 53)